# Sociedad Deportiva Logroñés
La Sociedad Deportiva Logroñés es un club de fútbol de accionariado popular, de la ciudad de Logroño en La Rioja. Fue fundado el 4 de junio de 2009 y en la actualidad juega en la Segunda Federación, tras su descenso en la temporada 2023-24.

## Historia
Después del descenso del histórico Club Deportivo Logroñés el 18 de enero de 2009 a Regional Preferente, surgió un nuevo proyecto futbolístico en Logroño denominado Club Puerta Cero o Plataforma Puerta Cero. El proyecto debió su nombre a las sucesivas reuniones que socios, peñistas y aficionados blanquirrojos celebraban en la Puerta 0 del Estadio Las Gaunas tras el descenso del Club Deportivo Logroñés, con el objetivo de crear desde la base un nuevo equipo que lo sustituyese.
El 4 de junio de 2009 se celebró una Asamblea Constituyente en la Biblioteca Pública de Logroño, a la que asistieron más de 200 presocios de los casi 700 que habían abonado la cuota de 20 €. En esta asamblea se aprobaron los estatutos del club, el presupuesto y la junta directiva, y se votaron entre las diversas opciones presentadas para elegir el nombre, el escudo y la equipación definitivos.

### 2009-10: Ascenso a Tercera División
El 1 de agosto de 2009 la Sociedad Deportiva Logroñés disputó el primer partido de su historia ante el Club Deportivo Arnedo, al que goleó por 0 a 4. El 21 de agosto de 2009 se presentó ante su afición en Las Gaunas frente al Deportivo Alavés perdiendo 1 a 2. El 5 de septiembre de 2009 jugó su primer partido oficial venciendo al Ciudad de Alfaro por 1 a 4.
El 11 de octubre de 2009, tras vencer en sus seis primeros partidos, alcanzó el liderato de la liga Regional Preferente de La Rioja, terminando la primera vuelta como líder invicto el 17 de enero de 2010 con veinte victorias. El 7 de febrero de 2010, después de 24 victorias, la SDL perdió sus dos únicos puntos de la temporada al empatar a un gol con el Unión deportiva Logroñés B.
A falta de nueve jornadas para el final de la liga, consiguió el ascenso matemático a Tercera División el 3 de abril de 2010, asegurándose el título de campeón de Regional Preferente tres semanas más tarde. El 5 de junio de 2010 terminó su último partido de la temporada con un nuevo triunfo, acabando así con 118 puntos al haber conseguido 39 victorias y un empate, además de 179 goles a favor y 27 en contra, y la nada despreciable cifra de 1152 socios.

### 2010-11: A las puertas de Segunda B
La Sociedad Deportiva Logroñés debutó en Tercera División el 29 de agosto de 2010 goleando por 7 a 0 al Club Deportivo Cenicero y alzándose con el liderato. Sin embargo, el 12 de septiembre de 2010 en la tercera jornada de liga, sufrió su primera derrota oficial, perdiendo por 0 a 1 contra el Club Deportivo Alfaro, que acabó así con una racha de cuarenta y dos partidos oficiales sin conocer la derrota.
Tras veintidós partidos en Tercera fue destituido el entrenador Alejandro Fernández, debido al mal juego desplegado por el equipo que aun así se mantenía en tercera posición. Este fue relevado en el banquillo por Agustín Abadía el 26 de enero de 2011. Terminó la liga empatado a 88 puntos con el Náxara, pero con un peor resultado en los dos partidos jugados entre ellos, concluyendo por tanto en segunda posición.
El 22 de mayo jugó la ida de la primera eliminatoria de la fase de ascenso a Segunda B contra el Granadilla venciendo por 0 a 1; el partido de vuelta el 29 de mayo acabó con empate a 1 y la clasificación para la segunda ronda. Tras empatar a 1 en Villaviciosa de Odón, la Sociedad Deportiva Logroñés ganó por 2 a 1 al Villaviciosa en Logroño, pasando a la ronda final.
Pese a cosechar un buen resultado en el partido de ida en Segovia venciendo 0 a 1, la Gimnástica Segoviana consiguió el ascenso con una contundente victoria por 0 a 3 el 26 de junio, dejando a la Sociedad Deportiva a las puertas del ascenso a Segunda B.

### 2011-12: Ascenso a Segunda B
La Sociedad Deportiva Logroñés dominó el grupo riojano desde el primer partido, cediendo tan sólo cuatro empates en la primera vuelta. La segunda vuelta continuó de igual forma y el equipo se mantuvo invicto hasta la jornada 35, cayendo por 2 a 1 en el campo del Vianés. Acabó la temporada en primera posición con 96 puntos gracias a sus treinta victorias, seis empates y sólo dos derrotas.
El 27 de mayo de 2012 ascendió a Segunda División B pese a perder en Tafalla por 3 a 0, haciendo bueno el resultado del partido de ida en Las Gaunas el domingo anterior, en el que venció por 4 a 0 a la Peña Sport.

### 2012-13: Permanencia en Segunda B
La Sociedad Deportiva Logroñés debutó en Segunda División B el 26 de agosto de 2012 con victoria por 1 a 0 ante el Sestao River.
Esta temporada también supuso el debut en la Copa del Rey. La casualidad del sorteo hizo que los dos equipos logroñeses se enfrentasen en la primera ronda el 29 de agosto, con victoria por 2 a 1 para la Sociedad Deportiva Logroñés. La segunda ronda la disputó en tierras cordobesas ante el Lucena Club de Fútbol, perdiendo 4 a 1.
El equipo se mantuvo en la parte baja de la tabla durante buena parte de la temporada, logrando la soñada permanencia en la jornada 36 con una victoria épica por 0 a 2 contra el Club Deportivo Izarra, terminando el partido con nueve jugadores. Acabó la liga en una meritoria décima posición con 46 puntos.

### 2013-14: Descenso a Tercera División
Sociedad Deportiva Logroñés desciende a Tercera División en una complicada campaña.

### 2014-15: Rozando el ascenso a Segunda B
En esta temporada el club quedó tercer clasificado en la liga. En la Promoción de Ascenso a Segunda B, llegó a la final ante el Arenas Club de Getxo derrotando previamente al gallego Centro Cultural y Deportivo Cerceda y el catalán Fútbol Club Ascó.

### 2015-16: Otra fase de ascenso a Segunda B
Este año el club renovó la plantilla para conseguir el ascenso a Segunda B tras la final en Guecho donde cayó derrotada. En el inicio de la liga empezó derrotado por el C. D. Agoncillo (3-2) pero consiguió terminar una buena temporada con un 2.º puesto por detrás del C. D. Calahorra, que le arrebató la primera posición a dos jornadas para el final de la liga. En la fase de ascenso, venció al Club Deportivo Constància en primera ronda y cayó en semifinales contra el Club Deportivo Palencia.
La SDL disputó la final de la Copa Federación ante el C. D. Calahorra el 8 de septiembre venciendo y clasificándose para la fase nacional. En la fase nacional perdió en octavos de final, tras quedar exenta en primera ronda, contra la Gimnástica de Torrelavega.

### 2016-17: La liga más igualada
La liga de Tercera División, en el grupo riojano fue realmente igualada, acabando cuatro clubes, del segundo al quinto, con 91 puntos. La S. D. Logroñés consiguió clasificarse para la fase de ascenso a Segunda B con una victoria en el último partico contra el Varea, que también tenía posibilidades de ascenso.
En la fase de ascenso cayó en primera ronda contra el Alcobendas Sport, tras una eliminatoria muy igualada que se decidió a penaltis en el estadio Luis Aragonés de Alcobendas en la Comunidad de Madrid.

### 2017-18: Más de 100 puntos sin el premio del ascenso
David Ochoa afrontó su primera temporada completa en el banquillo blanquirrojo en la que se vivió un gran duelo con el Club Deportivo Calahorra, que había configurado una plantilla potentísima para lograr el ascenso, como finalmente sucedió. La SDL no perdió la cara en ningún momento a los rojillos y acabó la temporada regular en la segunda posición con la cifra récord de 101 puntos y solo tres derrotas en toda la temporada. En la Copa Federación, después de eliminar al Sociedad Deportiva Tarazona y al Utebo Fútbol Club, cayó en cuartos de final de la Fase Nacional con el Fútbol Club Vilafranca.
El sorteo de la fase de ascenso a Segunda B determinó un enfrentamiento de nuevo contra el Sociedad Deportiva Tarazona en la primera ronda. En un mal partido en tierras aragonesas, con dos goles tempraneros y un hombre menos desde el minuto 30, la SDL caía 3-1. En la vuelta, disputada en Las Gaunas no se pudo pasar del empate a 1, lo que supuso la eliminación por segundo año consecutivo en primera ronda.

### 2018-19: Otra temporada sin premio
La S. D. Logroñés inicia una nueva temporada, en Tercera División, de nuevo con David Ochoa al frente aunque con una profunda renovación en su plantilla. Varios jugadores procedentes del Club Deportivo Calahorra, ascendido a Segunda B, aterrizaban en el conjunto blanquirrojo con el mismo objetivo: el ascenso. El polémico verano comenzó con la S. D. Logroñés obligada por segunda vez en su historia a abandonar el campo municipal de Las Gaunas. El equipo debe disputar sus encuentros como local en las instalaciones federativas del Mundial 82 en su campo de hierba artificial. Para ello se instalaron unas gradas desmontables con un coste de 110 000 euros. En Copa Federación, la S. D. Logroñés perdió en la final ante el Varea por 2-0. En la liga, la S. D. Logroñés tuvo una actuación irregular consiguiendo puntuar poco ante los rivales de arriba. Los blanquirrojos mantuvieron la persecución ante un Haro Deportivo muy fuerte hasta el mes de febrero, momento en el que algunos malos resultados propiciaron el cese de David Ochoa como entrenador.
La contratación de Albert Aguilá y Ricardo Moreno supuso un punto de inflexión ya que, salvo contra el líder, no se volvió a perder. La S. D. Logroñés terminó segunda en la liga con 91 puntos, a seis del Haro. En la primera ronda de play off, la S. D. Logroñés se enfrentó al C. D. Cayón de Cantabria, cuarto clasificado. En la ida, el bello tanto de Imanol fue igualado a tres minutos de penalti. En la vuelta, Imanol dio el triunfo con otro gol de penalti en la primera mitad. En la segunda, la S. D. Logroñés sufrió para mantener el pase. En segunda ronda,  Las Rozas C. F. y S. D. Logroñés se vieron las caras en Navalcarbón. El Logroñés pudo ganar merced a dos ocasiones muy claras de Arpón y Binke, pero el marcador no se movió. En la vuelta, la primera mitad fue madrileña, mientras que la segunda fue íntegramente blanquirroja. Binke hizo el 1-0 y poco después Las Rozas hizo el tanto del empate. Pese a las ocasiones clarísimas de Binke, Herce o Gabri, o los dos penaltis no pitados, el 1-1 fue el resultado final poniendo fin al play off de ascenso a Segunda División B. Otra mala noticia fue el descenso a Territorial del equipo juvenil.
La S. D. Logroñés Femenina terminó en tercer lugar en la liga, la mejor clasificación de su historia. Su entrenador era Dani Suárez, exjugador del conjunto masculino.
Por último y debido a un cambio de la normativa, la S. D. Logroñés se clasificó para la Copa del Rey de la próxima edición.
La cuota de socios se mantuvo en los 904, habiendo perdido por fallecimiento a algunos de los más ilustres.

### 2019-20: La temporada de la covid acaba con ascenso
Con el objetivo del ascenso y bajo la tutela de Albert Aguilá comenzó la nueva temporada en el Grupo XVI de la Tercera División. Los partidos como local se disputaron en el terreno de hierba natural del Mundial´82. Tras un comienzo titubeante, que dejaba al equipo fuera de las plazas de promoción tras la décima jornada, se produjo una reacción que culminó con una racha de 9 victorias consecutivas y el acceso al liderato tras la victoria ante el Varea (1-0), máximo rival de la SDL. Ya no se abandonaría ese puesto hasta el abrupto final de la temporada regular tras la celebración de la 28.ª jornada por la pandemia global provocada por la Covid-19 y sus efectos en todos los ámbitos. Tras muchas discusiones, y a la vista de la evolución de la pandemia, la RFEF resolvió dejar como definitiva la clasificación en el momento de la suspensión de las competiciones y celebrar una fase de ascenso exprés entre los cuatro primeros clasificados de cada grupo, con un formato de semifinales y final a partido único. Así, el 18 de julio en Las Gaunas, la SDL batió al Arnedo (2-0), clasificándose para la final por el ascenso frente al Varea, segundo clasificado de la fase regular. Tras un disputadísimo y emocionante partido en el que el golazo de Achi fue neutralizado por el Varea al comienzo de la segunda parte, el resultado de 1-1 daba el ascenso a la SDL por su mejor clasificación en la fase regular. En estas extrañas circunstancias, sin público y todavía bajo las consecuencias de la pandemia, el 25 de julio de 2020 la SDL conseguía el segundo ascenso a Segunda B de su historia.
La Copa del Rey fue un hito en la historia del club al quedar emparejado en primera ronda con el Éibar, primer partido oficial contra un equipo de Primera División. En partido disputado en Las Gaunas, y tras un primer tiempo con empate a 0, los armeros impusieron su superior categoría en la segunda parte (0-5)

### 2020-21: El año de la desaparición de la Segunda B. Otro ascenso
Al finalizar la temporada 2020-21 en Segunda B, se podía acabar en cuatro divisiones diferentes, debido al desdoblamiento de esta división en las nuevas Primera RFEF y Segunda RFEF.
Tras una gran primera fase, encuadrados en el Grupo II - Subgrupo B, acabaron terceros, lo que aseguraba el próximo año en Primera RFEF y la posibilidad de luchar por el ascenso a Segunda División.
En la segunda fase acabó en sexto y último lugar del Grupo II - C, quedando fuera del playoff de ascenso a Segunda.

### 2021-22: Estreno de Primera División RFEF y permanencia

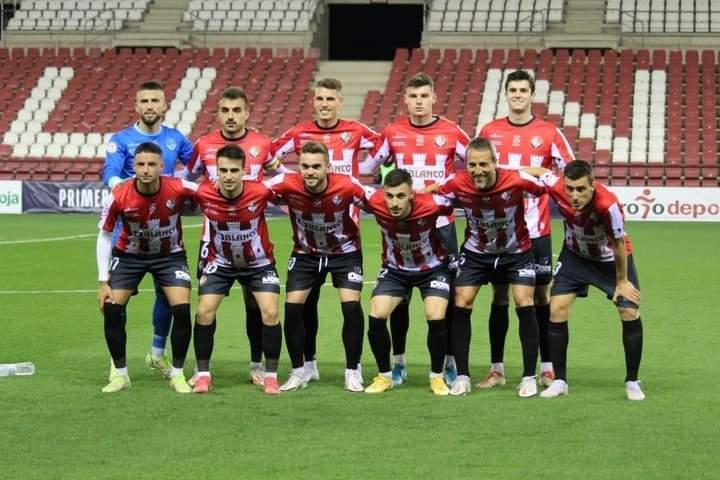
Once inicial de la S. D. Logroñés en 2021.

En un gran año, en el que incluso el equipo amenazó con disputar el playoff de ascenso en algunos tramos de la temporada, finalmente consiguió la permanencia a falta de dos jornadas ganando un derbi contra la U. D. Logroñés el 15 de mayo de 2022. Este año tuvo grandes momentos, como el vivido en el estadio de Riazor, donde la SDL consiguió sacar un empate, y la vuelta en Las Gaunas donde la S. D. Logroñés se llevó los tres puntos. También es reseñable que el equipo ganó los dos derbis de Logroño contra la U. D. Logroñés para alegría de su afición.
Este año se vivieron dos grandes fiestas del fútbol popular en los dos enfrentamientos contra Unionistas de Salamanca C. F.. En la ida, en Salamanca, el equipo salmantino tuvo la idea de que las entradas fueran al precio que quisiera pagar cada aficionado. Con este sistema se estimó que la recaudación fue del triple que en un partido normal. En la vuelta, el equipo logroñés repitió la misma iniciativa.

### 2022-23: Segundo año en Primera Federación
El año comenzó de la mejor manera con una victoria en el derbi logroñés ante la U. D. Logroñés en la cuarta jornada, en un partido disputado en plena semana de fiestas de San Mateo en la capital riojana. Al finalizar, la SDL acabó en 9.ª posición, cumpliendo con creces los objetivos y perdiendo la oportunidad, en el último partido, de clasificarse para la Copa del Rey.
Además, tras una desastrosa temporada de los equipos riojanos, se convirtió en el único club en Primera Federación de La Rioja en la temporada 2023/24.

### 2023-24: Único equipo riojano en Primera Federación
Tras la marcha de Raúl Llona, entrenador durante las dos últimas temporadas a la Cultural Leonesa y del director deportivo, Miguel Chocarro al San Fernando C. D. en verano el club tuvo que recomponer su área deportiva. Los elegidos fueron Juanma Barroso para el puesto de director deportivo y Jordi Fabregat para el de entrenador.
Pese a un comienzo prometedor, con una racha de tres victorias en cuatro partidos que pusieron al equipo en los puestos de cabeza, una racha posterior de tres derrotas consecutivas provocaron la baja del flamante entrenador.Tras una semana y una derrota más, el entrenador elegido para sustituirle fue Andrés García.
Dos meses después Andrés García, que no había conseguido mejorar los resultados del equipo, fue cesado, aprovechando el parón navideño. Antes de la reanudación liguera se anunció a Aitor Larrazabal como el tercer técnico de la temporada.
Ninguno de los cambios de entrenador consiguió el efecto esperado y la racha continuó descendente. En la jornada 19 el equipo entró en los puestos de descenso a Segunda Federación, consumándose el descenso a falta de dos jornadas para finalizar la liga regular.
Al final de temporada se hizo oficial el fin del acuerdo de filialidad con el Peña Balsamaiso C. F.que llevaba vigente desde 2021. Asimismo, se acordó la creación de un nuevo equipo filial, la S. D. Logroñés "B", en Regional Preferente.

### 2024-25: Segunda Federación
En la temporada 2024-25, la SDL compartió grupo en Segunda Federación con otros cuatro clubes riojanos, con el objetivo de volver cuanto antes a Primera Federación. Para esta tarea se contó con Carlos Pouso como entrenador, que venía de entrenar en la categoría con el C. D. Calahorra.
El equipo pasó la práctica totalidad de la temporada en puestos de promoción de ascenso, acabando en segundo puesto y luchando por el campeonato y el ascenso directo hasta la última jornada. Finalmente en la promoción fue eliminado en semifinales por el C. D. Estepona en Las Gaunas. Finalmente, el club logró ser el mejor riojano en términos de clasificación, pero sin haber cumplido el objetivo principal.

### 2025-26: Objetivo: ascenso
Tras el adiós de Carlos Pouso, la sociedad decidió confiar en Adrián Cantabrana como nuevo entrenador, tras haber ejercido como segundo entrenador la temporada anterior. También hubo cambios en la dirección, donde Iván Martínez Prieto fue nombrado director deportivo.

## Escudo
El escudo de la Sociedad Deportiva Logroñés está formado por un doble círculo con fondo de color rojo en la mitad superior, en la que se puede ver el nombre del club, y de color negro en la mitad inferior, con una pequeña bandera de La Rioja.
En el círculo interior del escudo se pueden diferenciar dos partes, la mitad superior, que a su vez se divide en dos zonas, y la inferior. En la parte superior izquierda aparecen las siglas SDL escalonadas hacia abajo en color negro sobre fondo blanco. A su derecha, se puede observar el Puente de Piedra de Logroño con el río Ebro a su paso. La parte inferior del círculo está formada por diez rayas blanquirrojas, representando los colores del club, con un balón de fútbol en el centro.
El club está en posesión de los derechos del escudo y símbolos del histórico C. D. Logroñes, el cual siempre luce en algún lugar de su camiseta de juego, como recuerdo y germen de la S. D. Logroñes.

## Uniforme
- Uniforme titular: Camiseta blanquirroja, pantalón negro y medias negras.
- Uniforme alternativo: Camiseta azul, pantalón blanco y medias blancas.

## Estadio

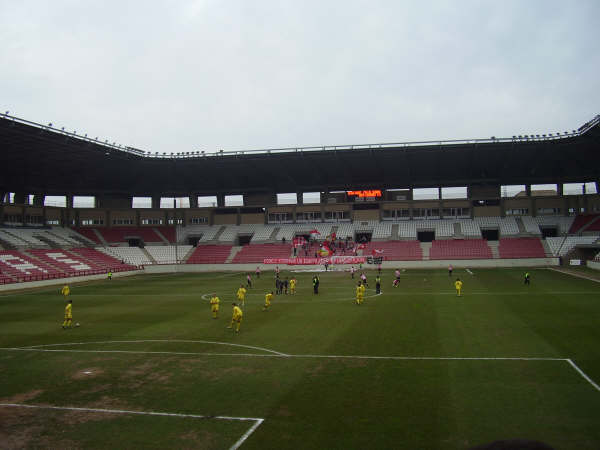
Nuevo estadio de Las Gaunas.

Tras jugar durante su primer año de historia en el Estadio Las Gaunas, el Ayuntamiento de Logroño decidió sacar a concurso la cesión y explotación del campo, concediéndosela finalmente a la UDL, por lo que la SDL pasó a disputar sus partidos en el Estadio Mundial 82.
La UDL rompió el convenio de cesión del campo en agosto de 2012; volviendo la SDL a jugar como local en el mismo durante la temporada 2012-13 e instalando sus oficinas en el estadio.
En junio de 2018 con el ascenso a la Liga Iberdrola del equipo femenino Escuelas de Fútbol de Logroño la S. D. Logroñés se ve obligada por segunda vez en su historia a abandonar el campo municipal de Las Gaunas. El equipo debe disputar sus encuentros como local en las instalaciones federativas del Mundial 82 en su campo de hierba artificial. Para ello se instalaron unas gradas desmontables con un coste de 110 000 euros.
En la temporada 2019-20 la S. D. Logroñés solicita jugar en el campo de hierba natural que se encuentra en las mismas instalaciones donde disputa sus partidos como local, en esta y la siguiente temporada.
En la temporada 2021-22, y tras el ascenso a Primera RFEF, la S. D. Logroñés vuelve a jugar sus partidos en Las Gaunas.

## Entrenadores

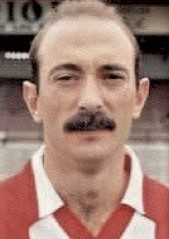
Tato Abadía en su época de jugador del Atlético de Madrid.

| Nombre            | Inicio     | Fin        | Temporada | Títulos                                            |
| ----------------- | ---------- | ---------- | --------- | -------------------------------------------------- |
| Tato Abadía       | 26/01/2011 | 30/06/2014 | 2010-11   |                                                    |
| Tato Abadía       | 26/01/2011 | 30/06/2014 | 2011-12   | 3.ª División (Grupo XVI) · Copa Federación Riojana |
| Tato Abadía       | 26/01/2011 | 30/06/2014 | 2012-13   |                                                    |
| Tato Abadía       | 26/01/2011 | 30/06/2014 | 2013-14   | Decrecimiento                                      |
| Raúl Llona        | 01/07/2014 | 30/06/2016 | 2014-15   |                                                    |
| Raúl Llona        | 01/07/2014 | 30/06/2016 | 2015-16   | Copa Federación Riojana                            |
| David Ochoa       | 01/07/2016 | 12/02/2019 | 2016-17   |                                                    |
| David Ochoa       | 01/07/2016 | 12/02/2019 | 2017-18   | Copa Federación Riojana                            |
| David Ochoa       | 01/07/2016 | 12/02/2019 | 2018-19   |                                                    |
| Albert Aguilá     | 13/02/2019 | 27/05/2021 |           |                                                    |
| Albert Aguilá     | 13/02/2019 | 27/05/2021 | 2019-20   | 3.ª División (Grupo XVI)                           |
| Albert Aguilá     | 13/02/2019 | 27/05/2021 | 2020-21   | Crecimiento                                        |
| Raúl Llona        | 28/05/2021 | 02/06/2023 | 2021-22   |                                                    |
| Raúl Llona        | 28/05/2021 | 02/06/2023 | 2022-23   |                                                    |
| Jordi Fabregat    | 19/06/2023 | 10/10/2023 | 2023-24   | Decrecimiento                                      |
| Andrés García     | 15/10/2023 | 20/12/2023 | 2023-24   | Decrecimiento                                      |
| Aitor Larrazabal  | 27/12/2023 | 30/06/2024 | 2023-24   | Decrecimiento                                      |
| Carlos Pouso      | 01/07/2024 | 21/05/2025 | 2024-25   |                                                    |
| Adrián Cantabrana | 23/05/2025 |            | 2025-26   |                                                    |

## Jugadores
| Máximos goleadores              | Máximos goleadores | Máximos goleadores | Más partidos disputados | Más partidos disputados | Más partidos disputados | Más temporadas disputadas | Más temporadas disputadas | Más temporadas disputadas |
| ------------------------------- | ------------------ | ------------------ | ----------------------- | ----------------------- | ----------------------- | ------------------------- | --- | ------------------------- |
| 1.                              | Imanol             | 84 goles           | 1.                      | Miguel Ledo             | 290 partidos            | 1.                        | Miguel Ledo | 13 años                   |
| 2.                              | Rubén Peña         | 59 goles           | 2.                      | Laencina                | 142 partidos            | 2.                        | Laencina | 5 años                    |
| 3.                              | Candelas           | 31 goles           | 3.                      | Imanol                  | 131 partidos            | 3.                        | Imanol / Candelas / Rojas / Toledo / Herce / Emilio / Esteban                                                                  | 4 años                    |
| 4.                              | Miguel Ledo        | 30 goles           | 4.                      | Candelas                | 128 partidos            | 4.                        | Diego Jiménez / Rubén Peña / Alberto Gil Pérez / Txejo / Nano / Tamayo / Diego Lacruz / Javito / Jero / Caneda / Jaime Paredes | 3 años                    |
| 5.                              | Íñigo Rodríguez    | 29 goles           | 5.                      | Rojas                   | 119 partidos            | 5.                        | |                           |
| Actualizado a temporada 2024/25 |                    |                    |                         |                         |                         |                           | |                           |

Nota: En negrita los jugadores activos en el club. Temporadas contabilizadas con ficha del primer equipo.

## Palmarés
Nota: en negrita competiciones vigentes en la actualidad.
| Competición nacional             | Títulos                               | Subcampeonatos                                                              |
| -------------------------------- | ------------------------------------- | --------------------------------------------------------------------------- |
| Segunda Federación (0/1)         |                                       | 2024-25 (Gr. II)                                                            |
| Tercera División de España (2/4) | 2011-12 (Gr. XVI), 2019-20 (Gr. XVI). | 2010-11 (Gr. XVI), 2015-16 (Gr. XVI), 2017-18 (Gr. XVI), 2018-19 (Gr. XVI). |

| Competición regional                  | Títulos                    | Subcampeonatos    |
| ------------------------------------- | -------------------------- | ----------------- |
| Copa Federación (3/2)                 | 2011-12, 2015-16, 2017-18. | 2014-15, 2018-19. |
| Regional Preferente de La Rioja (1/0) | 2009-10.                   |                   |

### Torneos amistosos
- Trofeo Ciudad de Alfaro (1): 2012.[54]
- Trofeo Ciudad de Santo Domingo (1): 2011.[55]
- Trofeo de la Seta y el Champiñón (1): 2012.[56]
- Trofeo Excavaciones Peña (1): 2010.[57]
- Trofeo San Roque (2): 2010,[58] 2013.[59]
- Trofeo FASFE de Fútbol popular - Copa José Ángel Zalba (1): 2024.[60]

## Datos del club
- Temporadas en Primera División: 0
- Temporadas en Segunda División: 0
- Temporadas en Primera Federación: 3
- Temporadas en Segunda Federación / Segunda B: 5
- Temporadas en Tercera División: 8
- Temporadas en Regional Preferente de La Rioja: 1
- Participaciones en Copa del Rey: 3
- Mejor puesto en la liga: 6.º en Segunda División B (temporada 2020-21)
- Mayor goleada conseguida: S. D. Logroñés 4-0 Barcelona Atlètic (temporada 2022-23)
- Mayor goleada encajada: Racing de Ferrol 6-0 S. D. Logroñés (temporada 2013-14)

### Histórico de temporadas
| Temporada | Nivel | División         | Puesto | Copa del Rey  |
| --------- | ----- | ---------------- | ------ | ------------- |
| 2009-10   | 5.º   | Reg. Pref.       | 1.º    |               |
| 2010-11   | 4.º   | 3.ª (Grupo XVI)  | 2.º    |               |
| 2011-12   | 4.º   | 3.ª (Grupo XVI)  | 1.º    |               |
| 2012-13   | 3.º   | 2.ª B (Grupo II) | 10.º   | Segunda ronda |
| 2013-14   | 3.º   | 2.ª B (Grupo I)  | 17.º   |               |
| 2014-15   | 4.º   | 3.ª (Grupo XVI)  | 3.º    |               |
| 2015-16   | 4.º   | 3.ª (Grupo XVI)  | 2.º    |               |
| 2016-17   | 4.º   | 3.ª (Grupo XVI)  | 3.º    |               |
| 2017-18   | 4.º   | 3.ª (Grupo XVI)  | 2.º    |               |

| Temporada | Nivel | División            | Puesto | Copa del Rey  |
| --------- | ----- | ------------------- | ------ | ------------- |
| 2018-19   | 4.º   | 3.ª (Grupo XVI)     | 2.º    |               |
| 2019-20   | 4.º   | 3.ª (Grupo XVI)     | 1.º    | Primera ronda |
| 2020-21   | 3.º   | 2.ª B (Grupo II)    | 6.º    | Primera ronda |
| 2021-22   | 3.º   | 1.ª RFEF (Grupo I)  | 14.º   | Primera ronda |
| 2022-23   | 3.º   | 1.ª Fed. (Grupo II) | 9.º    |               |
| 2023-24   | 3.º   | 1.ª Fed. (Grupo I)  | 19.º   |               |
| 2024-25   | 4.º   | 2.ª Fed. (Grupo II) | 2.º    |               |
| 2025-26   | 4.º   | 2.ª Fed. (Grupo II) |        |               |

```
LEYENDA

 :Ascenso de categoría

 :Descenso de categoría
```

### Participaciones enCopa del Rey
| Temporada | Ronda     | Rival           | Resultado |  |
| --------- | --------- | --------------- | --------- |  |
| 2012-13   | 1.ª Ronda | U. D. Logroñés  | 2-1       |  |
| 2012-13   | 2.ª Ronda | Lucena C. F.    | 4-1       |  |
| 2019-20   | 1.ª Ronda | S. D. Eibar     | 0-5       |  |
| 2020-21   | 1.ª Ronda | Zamora C. F.    | 2-1       |  |
| 2021-22   | 1.ª Ronda | C. D. Arenteiro | 2-1       |  |

### Participaciones en promociones de ascenso
| Temporada | Liga               | Ronda            | Rival                      | Ida | Vuelta      | Global |  | Ascenso |
| --------- | ------------------ | ---------------- | -------------------------- | --- | ----------- | ------ |  | ------- |
| 2010-11   | Tercera División   | Cuartos de final | C. D. Atlético Granadilla  | 0-1 | 1-1         | 1-2    |  |         |
| 2010-11   | Tercera División   | Semifinal        | A. D. Villaviciosa de Odón | 1-1 | 2-1         | 1-2    |  |         |
| 2010-11   | Tercera División   | Final            | Gimnástica Segoviana C. F. | 0-1 | 0-3         | 1-2    |  |         |
| 2011-12   | Tercera División   | Final Campeones  | Peña Sport F. C.           | 4-0 | 3-0         | 4-3    |  |         |
| 2014-15   | Tercera División   | Cuartos de final | C. C. D. Cerceda           | 1-4 | 3-0         | 1-7    |  |         |
| 2014-15   | Tercera División   | Semifinal        | F. C. Ascó                 | 1-1 | 1-1 (4-5 p) | 2-2    |  |         |
| 2014-15   | Tercera División   | Final            | Arenas Club                | 0-1 | 4-2         | 2-5    |  |         |
| 2015-16   | Tercera División   | Cuartos de final | C. E. Constància           | 1-2 | 1-1         | 2-3    |  |         |
| 2015-16   | Tercera División   | Semifinal        | C. D. Palencia Balompié    | 0-1 | 1-3         | 3-2    |  |         |
| 2016-17   | Tercera División   | Cuartos de final | F. Alcobendas Sport        | 1-0 | 1-0 (3-2 p) | 1-1    |  |         |
| 2017-18   | Tercera División   | Cuartos de final | S. D. Tarazona             | 3-1 | 1-1         | 4-2    |  |         |
| 2018-19   | Tercera División   | Cuartos de final | C. D. Cayón                | 1-1 | 1-0         | 1-2    |  |         |
| 2018-19   | Tercera División   | Semifinal        | Las Rozas C. F.            | 0-0 | 1-1         | 1-1    |  |         |
| 2019-20   | Tercera División   | Semifinal        | C. D. Arnedo               | 2-0 | 2-0         | 2-0    |  |         |
| 2019-20   | Tercera División   | Final            | C. D. Varea                | 1-1 | 1-1         | 1-1    |  |         |
| 2024-25   | Segunda Federación | Semifinal        | C. D. Estepona             | 1-1 | 1-2         | 3-2    |  |         |

## Filial
El 31 de mayo de 2021 el club llegó a un acuerdo con la Peña Balsamaiso C. F. por el cual se convertiría en club filial de la S. D. Logroñés. El acuerdo llegó a su fin el 2 de mayo de 2024.
El 30 de mayo de 2024 se decidió la creación de un nuevo equipo filial, la S. D. Logroñés "B", en Regional Preferente. A pesar de haber estado cerca del ascenso con un 4.º puesto, el club decidió no continuar la trayectoria del filial y no inscribirlo en la temporada 2025-26.